# Abadía de Isen

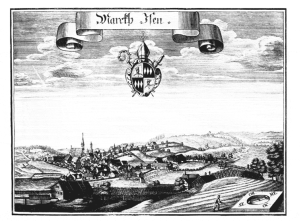
Grabado de Isen, hecho por Michael Wening y editado en Topographia Bavariae, hacia 1700.

La Abadía de Isen (Kloster Isen en alemán) fue una abadía benedictina, refundada más tarde como colegiata, establecida en Isen (Baviera, Alemania) a mediados del siglo VIII, dependiente del Obispado de Frisinga, un Estado Imperial eclesiástico del Sacro Imperio Romano Germánico. Cuando el Obispado de Frisinga fue secularizado por Baviera en 1803, la abadía fue desmantelada y vendida a manos privadas y sus monjes expulsados por los nuevos dueños. Solo queda actualmente la iglesia-colegiata, convertida en iglesia parroquial.

## Historia
La Abadía de Isen dedicada a San Zenón de Verona, fue fundada por miembros del clan nobiliario bávaro de los fagana, asentados ancestralmente en la parte superior del valle del río Isen (el alto Isental). Tales patronos nobiliarios habían fundado y dotado hacia el año 747 una "Casa de San Zenón" en Isen. Sobre esta base, el obispo José de Frisinga (también conocido como José de Verona), erigió la abadía a mediados del siglo VIII, hacia el año 752, y puede ser considerada como uno de los más antiguos monasterios en la Alta Baviera interior del antiguo ducado de Baviera.
Padeció las incursiones magiares de los siglos IX y X en el interior del Sacro Imperio, que la destruyeron. Hacia 1025, el monasterio fue reconstruido convertido ya en una colegiata dependiente de los obispos de Frisinga. Hasta principios del siglo XII estuvo encomendada a la Orden de San Benito y después fueron canónigos agustinos los responsables de la Colegiata de Isen. En 1228 aparece el último párroco (un tal Enrique) nombrado por los obispos de Frisinga: a partir de entonces será el prior de Isen quien nombre a los responsables de la cura pastoral de la villa, diferente de la correspondiente al monasterio: los villanos disponían de su propia iglesia parroquial, dedicada a "Todos los Santos". Por los grabados de Mateo Merian de mediados del siglo XVII la iglesia parroquial de "Todos los Santos" era de estilo gótico, probablemente construida por estas fechas del siglo XIII, en las que la Colegiata de Isen se fue expandiendo territorialmente.

### Territorio pastoral
De la Colegiata de Isen llegaron a depender, además de las dos parroquias de Isen (la de San Juan y la de Todos los Santos), las siguientes parroquias-granjas incorporadas e iglesias, de donde obtenían los beneficios y canonjías que permitieron su desarrollo económico:
- Innerbittlbach (desde 758)
- Weiher (825)
- Schnaupping (1226)
- Schwindau (desde 1356)
- Walpertskirchen (1358)
- Burgrain-Mittbach (1458)
- Lengdorf (1738)

### Final
El monasterio fue secularizado por Baviera en 1802-1803. Los canónigos fueron dispersados y edificios de la abadía y las siete granjas pasaron a manos privadas, mientras que la iglesia colegiata de San Zenón, junto con una casa (o rectoría) para el párroco-sacerdote, se convirtió en la iglesia parroquial de Isen tras permanecer cerrada casi 20 años. Por consideraciones económicas se demolieron las dos iglesias parroquiales de la villa de Isen: la Iglesia de San Juan y la Iglesia de Todos los Santos.

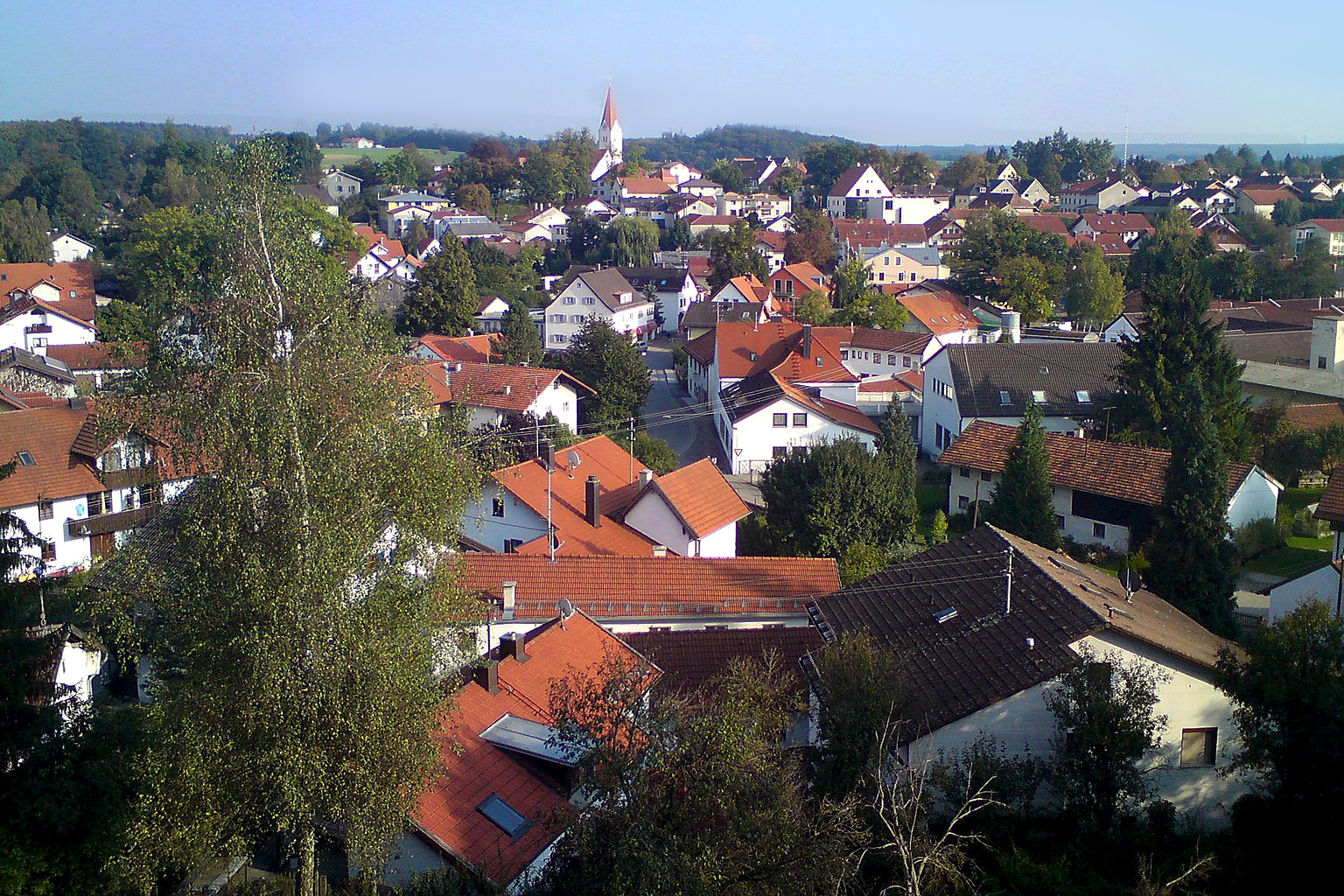
Isen en la actualidad (2009). Al fondo, la aguja de la torre de la iglesia-colegiata de San Zenón de Isen.

### Enterramientos
- José de Frisinga († 17 de enero de 764), obispo de Frisinga (747 – 764).

Después de su muerte, José fue enterrado en la iglesia de la Abadía de Isen que ayudó a fundar. Su tumba, convertida en santuario, se restauró en 1743, y es donde recibe veneración a nivel local: aunque nunca fue beatificado, recibe el título de Beato José y es celebrado cada 17 de enero.